# Buskerud
Buskerud er et  fylke i Norge. Ved Regionsreformen i Norge i 2020,  blev det lagt sammen med  Akershus og Østfold,  til det nye fylke, Viken. Viken blev opløst igen 1. januar 2024 og de tre fylker genoprettet.
Buskerud blev genetableret som fylke den 1. januar 2024, efter at Viken fylke blev opløst fra samme dato.
I 2022 havde provinsen 262.911 indbyggere og et areal på 14 694  kvadratkilometer. Administrationen var placeret i Drammen.

## Kommuner
Buskerud fylke har 21 kommuner:
1. Ål
2. Drammen
3. Flå
4. Flesberg
5. Gol
6. Hemsedal
7. Hol
8. Hole
9. Hurum
10. Kongsberg
11. Krødsherad
12. Lier
13. Modum
14. Nedre Eiker
15. Nes
16. Nore og Uvdal
17. Øvre Eiker
18. Ringerike
19. Rollag
20. Røyken
21. Sigdal